# جیکوب رمزی
جیکوب رمزی (انگلیسی: Jacob Ramsey؛ زادهٔ ۲۸ مهٔ ۲۰۰۱) بازیکن فوتبال اهل انگلستان است که در پست هافبک هجومی برای باشگاه استون ویلا در لیگ برتر انگلستان بازی می‌کند.

## زندگی شخصی
رمزی در منطقه گریت بار بیرمنگام به دنیا آمد ولی اصالتی جامائیکایی دارد و در مدرسه بار بیکن تحصیل کرد. برادران کوچکتر او، هر دو در استون ویلا هستند، آرون برای تیم زیر ۲۳ سال بازی می‌کند و کول در مجموعه آکادمی است. پدرش، مارک رمزی، یک بوکسور حرفه ای بود که در اوایل دوران حرفه ای خود دو بار با ریکی هاتون، قهرمان سبک وزن جهان، مبارزه کرد و هر دو بار با اختلاف اندک شکست خورد.